# William Godwin
William Godwin (3 tháng 3 năm 1756 - 7 tháng 4 năm 1836) là một nhà báo Anh, nhà triết học chính trị và nhà văn. Ông được coi là một trong những người tiêu biểu của chủ nghĩa duy tâm, và người tiên phong đầu tiên của chủ nghĩa vô chính phủ. Godwin nổi tiếng với hai cuốn sách mà ông xuất bản trong khoảng thời gian một năm: An Enquiry Concerning Political Justice, một cuộc tấn công vào các đế chế chính trị, và Things as They Are; hoặc, The Adventures of Caleb Williams, tấn công đặc quyền quý tộc, mà còn là cuốn tiểu thuyết bí ẩn đầu tiên. Dựa trên sự thành công của cả hai, Godwin nổi tiếng trong những nhóm nhà văn của Luân Đôn vào những năm 1790. Ông viết nhiều về các thể loại tiểu thuyết, lịch sử và nhân khẩu học trong suốt cuộc đời của ông.